# Ла-Кот-д'Ем
Ла-Кот-д'Ем (фр. La Côte-d'Aime) — колишній муніципалітет у Франції, у регіоні Овернь-Рона-Альпи, департамент Савоя. Населення — 861 осіб (2011).
Муніципалітет був розташований на відстані близько 490 км на південний схід від Парижа, 145 км на схід від Ліона, 60 км на схід від Шамбері.

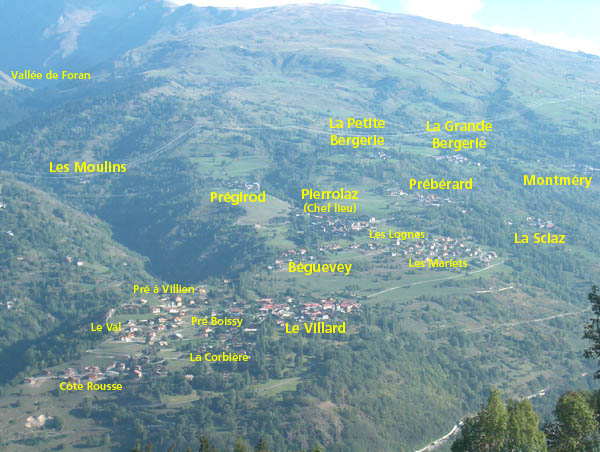

## Історія
До 2015 року муніципалітет перебував у складі регіону Рона-Альпи. Від 1 січня 2016 року належав до нового об'єднаного регіону Овернь-Рона-Альпи.
1 січня 2016 року Ла-Кот-д'Ем, Бельантр, Мако-ла-Плань i Валезан було об'єднано в новий муніципалітет Ла-Плань-Тарантез.

## Демографія
Динаміка населення (INSEE ):
Розподіл населення за віком та статтю (2006):
| Стать | Всього | До 15 років | 15-24 | 25-44 | 45-64 | 65-85 | Понад 85 |
| --- | ------ | ----------- | ----- | ----- | ----- | ----- | -------- |
| Чоловіки | 466    | 95          | 74    | 106   | 139   | 48    | 4        |
| Жінки | 386    | 74          | 29    | 111   | 111   | 45    | 16       |
| \| Статево-вікова піраміда \| Статево-вікова піраміда \| Статево-вікова піраміда \| \| ----------------------- \| ----------------------- \| ----------------------- \| \| Чоловіки \| Вік \| Жінки \| \| 4 \| 85 + \| 16 \| \| 4 \| 80-84 \| 4 \| \| 12 \| 75-79 \| 8 \| \| 16 \| 70-74 \| 21 \| \| 16 \| 65-69 \| 12 \| \| 16 \| 60-64 \| 29 \| \| 21 \| 55-59 \| 16 \| \| 53 \| 50-54 \| 37 \| \| 49 \| 45-49 \| 29 \| \| 41 \| 40-44 \| 37 \| \| 37 \| 35-39 \| 33 \| \| 16 \| 30-34 \| 29 \| \| 12 \| 25-29 \| 12 \| \| 21 \| 20-24 \| 21 \| \| 53 \| 15-20 \| 8 \| \| 33 \| 10-14 \| 41 \| \| 33 \| 5-9 \| 12 \| \| 29 \| 0-4 \| 21 \| |        |             |       |       |       |       |          |
| Статево-вікова піраміда |        |             |       |       |       |       |          |
| Чоловіки | Вік    | Жінки       |       |       |       |       |          |
| 4 | 85 +   | 16          |       |       |       |       |          |
| 4 | 80-84  | 4           |       |       |       |       |          |
| 12 | 75-79  | 8           |       |       |       |       |          |
| 16 | 70-74  | 21          |       |       |       |       |          |
| 16 | 65-69  | 12          |       |       |       |       |          |
| 16 | 60-64  | 29          |       |       |       |       |          |
| 21 | 55-59  | 16          |       |       |       |       |          |
| 53 | 50-54  | 37          |       |       |       |       |          |
| 49 | 45-49  | 29          |       |       |       |       |          |
| 41 | 40-44  | 37          |       |       |       |       |          |
| 37 | 35-39  | 33          |       |       |       |       |          |
| 16 | 30-34  | 29          |       |       |       |       |          |
| 12 | 25-29  | 12          |       |       |       |       |          |
| 21 | 20-24  | 21          |       |       |       |       |          |
| 53 | 15-20  | 8           |       |       |       |       |          |
| 33 | 10-14  | 41          |       |       |       |       |          |
| 33 | 5-9    | 12          |       |       |       |       |          |
| 29 | 0-4    | 21          |       |       |       |       |          |

## Економіка
2010 року серед 587 осіб працездатного віку (15—64 років) 440 були активними, 147 — неактивними (показник активності 75,0%, у 1999 році було 74,7%). З 440 активних мешканців працювало 426 осіб (228 чоловіків та 198 жінок), безробітними було 14 (9 чоловіків та 5 жінок). Серед 147 неактивних 80 осіб було учнями чи студентами, 36 — пенсіонерами, 31 була неактивною з інших причин.

У 2010 році в муніципалітеті числилось 329 оподаткованих домогосподарств, у яких проживали 848,5 особи, медіана доходів виносила 20 853 євро на одного особоспоживача